# Tamaphora
Tamaphora is een geslacht van halfvleugeligen uit de familie Aphrophoridae. De wetenschappelijke naam van dit geslacht is voor het eerst geldig gepubliceerd in 1942 door Matsumura.

## Soorten
Het geslacht Tamaphora omvat de volgende soorten:
- Tamaphora domonsis Matsumura, 1942
- Tamaphora kuccharensis Matsumura, 1942
- Tamaphora magana Matsumura, 1942
- Tamaphora matusitai Matsumura, 1942
- Tamaphora obtusa (Matsumura, 1903)
- Tamaphora sericella Matsumura, 1942